# Cryphocricos barozzi
Cryphocricos barozzi är en insektsart som beskrevs av Victor Antoine Signoret 1850. Cryphocricos barozzi ingår i släktet Cryphocricos och familjen vattenbin. Inga underarter finns listade i Catalogue of Life.